# Шелковичиха
Шелковичиха (рос. Шелковичиха) — населений пункт (тіп: станція) у Новосибірському районі Новосибірської області Російської Федерації.
Входить до складу муніципального утворення Березовська сільрада. Населення становить 347 осіб (2010).

## Історія
Згідно із законом від 2 червня 2004 року органом місцевого самоврядування є Березовська сільрада.

## Населення
| 2002 | 2007 | 2010 |
| ---- | ---- | ---- |
| 283  | ↗324 | ↗347 |